# José Luyando y Díez
 Jose María Liborio Luyando y Díez Pueyo (Guadalajara, Nova Espanya, 22 de juny de 1773 - Roma, 5 de febrer de 1834) va ser un militar, diplomàtic i polític espanyol.

## Biografia
Oriünd del Virregnat de Nova Espanya, era fill de Ruperto Vicente de Luyando y Beltrán, oïdor de la Audiència de Guadalajara, i de María Díez Pueyo de Urriez. El 10 de desembre de 1788 va ingressar al cos de Guardiamarines, i ascendiria a tinent de navili el 1804. El mateix any fou destinat a Madrid, on el 1805 ingressà a la Direcció d'Hidrografia. En 1809 ascendiria a oficial de la Secretaria de Marina i el 1810 a capità de fragata. Aleshores fou enviat a Mèxic per tal de cercar recursos per lluitar en la guerra del francès. El desembre de 1813 fou nomenat Secretari d'Estat interí, càrrec que va ocupar fins a maig de 1814. En 1815 fou destinat com encarregat de negocis al Marroc, amb la missió de fer reconeixements científics de l'estret de Gibraltar.
Decidit liberal, en proclamar-se el trienni liberal fou nomenat membre del Consell d'Estat (1820) i novament ocuparia la secretaria d'estat de setembre a octubre de 1823, l'últim del govern liberal. Després es va dedicar a tasques científiques fins que en 1833 va demanar llicència per anar a Roma, on va morir d'una angina de pit un any després.

## Obres
- Tablas lineales para resolver los problemas de pilotaje astronómico con exactitud y facilidad (Madrid, 1803)
- Examen de las ventajas que producirá el desestanco del tabaco (Cadis, 1813)
- Razón de los gastos de la marina militar y reformas de que son susceptibles (Madrid, 1821)
- Carta esférica del estrecho de Gibraltar, construida por ... con el reconocimiento, situación y sonda de los Cabezo. que de Real Orden ha practicado en 1825, grabada por R. Esteve, Memoria en que se manifiestan las operaciones practicadas para levantar fundamentalmente la carta del estrecho de Gibraltar (Madrid, 1826)